# FC Hermannstadt
Maillots
Actualités
L'Asociația Fotbal Club Hermannstadt, ou plus simplement FC Hermannstadt est un club de football roumain de la ville de Sibiu.
Le nom du club provient du nom allemand de la ville (Hermannstadt), Sibiu étant le centre culturel traditionnel des Saxons de Transylvanie.

## Histoire
- 2015 : Fondation du club, après la faillite du club de Voința Sibiu en 2012. Un groupe d'hommes d'affaires locaux décide de refonder un club de football à Sibiu. Le club démarre en 4e division roumaine, et enchaîne chaque saison la montée en division supérieure[1].
- 2018 : À la fin de la saison 2017-2018 de la deuxième division roumaine, le club termine à la deuxième place et accède pour la première fois en Liga 1. Le FC Hermannstadt couronne également sa saison avec une finale en Coupe de Roumanie, perdue 0-2 contre le CSU Craiova[2].
- 2021 : À la fin de la saison 2020-2021 le club évite la relégation directe avec une victoire lors de la dernière journée, toutefois il doit passer par les barrages pour tenter de se maintenir, mais une défaite 1-2 contre le CS Mioveni envoie le club en deuxième division après trois années dans l'élite.
- 2022 : Après une saison en deuxième division le club termine à la deuxième place des barrages de promotion et retourne en première division pour la saison 2022-2023.

## Palmarès
- Coupe de Roumanie
  - Finaliste : 2018 et 2025
- Championnat de Roumanie de deuxième division
  - Vice-champion : 2018 et 2022

## Stade
Le FC Hermannstadt dispute ses matchs au Stadionul Municipal, d'une capacité de 14 200 places. Le stade subi d'importants travaux de rénovation pour le rendre digne d'un stade de première division, pendant les travaux le club joue ses matchs de première division à Târgu Mureș au Stadionul Trans-Sil.

## Résultats sportifs
| Saison  | Ligue                    | Pos. | Notes   |
| ------- | ------------------------ | ---- | ------- |
| 2015–16 | Liga IV (Județ de Sibiu) | 1    | Promu   |
| 2016–17 | Liga III (Seria V)       | 1    | Promu   |
| 2017–18 | Liga II                  | 2    | Promu   |
| 2018–19 | Liga I                   | 12e  | -       |
| 2019–20 | Liga I                   | 8e   | -       |
| 2020–21 | Liga I                   | 14e  | Relégué |
| 2021–22 | Liga II                  | 2    | Promu   |
| 2022–23 | Liga I                   | 11e  | -       |
| 2023–24 | Liga I                   |      | -       |

## Personnalités

### Effectif (2025-2026)
| N° | Nat.                   | Poste | Nom du joueur   |
| -- | ---------------------- | ----- | --------------- |
| 2  | Drapeau du Luxembourg  | D     | Vahid Selimović |
| 3  | Drapeau de Chypre      | D     | Andreas Karo    |
| 4  | Drapeau de la Roumanie | D     | Ionuț Stoica () |
| 5  | Drapeau de la Roumanie | D     | Florin Bejan    |
| 6  | Drapeau de la Gambie   | M     | Kalifa Kujabi   |
| 7  | Drapeau de la Roumanie | A     | Ianis Stoica    |
| 9  | Drapeau de la Roumanie | A     | Aurelian Chițu  |
| 10 | Drapeau de la Roumanie | A     | Cristian Neguț  |
| 11 | Drapeau de la Roumanie | A     | Sergiu Buș      |
| 13 | Drapeau de la Roumanie | M     | Dragoș Albu     |
| 16 | Drapeau du Ghana       | D     | Saeed Issah     |
| 17 | Drapeau de l'Allemagne | M     | Patrick Vuc     |
| 20 | Drapeau de la Roumanie | M     | Ianis Gândilă   |
| 21 | Drapeau du Portugal    | M     | Diogo Batista   |

| No. | Nat.                   | Position | Nom du joueur                  |
| --- | ---------------------- | -------- | ------------------------------ |
| 22  | Drapeau de la Roumanie | G        | Ionuț Pop                      |
| 23  | Drapeau de la Roumanie | M        | Ianis Mihart                   |
| 24  | Drapeau de la Bulgarie | M        | Antoni Ivanov                  |
| 25  | Drapeau de la Roumanie | G        | Cătălin Căbuz                  |
| 29  | Drapeau de la Roumanie | M        | Ciprian Biceanu                |
| 30  | Drapeau du Ghana       | D        | Nana Antwi (prêté par le FCSB) |
| 31  | Drapeau de la Roumanie | G        | Vlad Muțiu                     |
| 33  | Drapeau de la Roumanie | M        | Alexandru Luca                 |
| 51  | Drapeau de la Roumanie | M        | Alexandru Oroian               |
| 66  | Drapeau de la Roumanie | D        | Tiberiu Căpușă                 |
| 77  | Drapeau de la Roumanie | D        | Luca Stancu                    |
| 96  | Drapeau de la Roumanie | M        | Silviu Balaure                 |
| 98  | Drapeau de la Roumanie | D        | Kevin Ciubotaru                |

### Entraineurs
- Rubén Albés[4]
- Liviu Ciobotariu
- Costel Enache
- Vasile Miriuță
- Eugen Neagoe
- Alexandru Pelici